# Görmin
Görmin er en by og kommune i det nordøstlige Tyskland, beliggende i Amt Peenetal/Loitz i den vestlige del af Landkreis Vorpommern-Greifswald. Landkreis Vorpommern-Greifswald ligger i delstaten Mecklenburg-Vorpommern.

## Geografi
Görmin er beliggende ved floden Peene, der danner kommunens sydgrænse sammen med en mosebevokset dal på én kilometers bredde. Peene er på den nedre del ret stillestående, og til udmundingen i Stettiner Haff 35 km væk, falder den kun få centimeter.
I kommunen ligger ud over Görmin, landsbyerne Alt Jargenow, Böken, Göslow, Groß Zastrow, Neu Jargenow, Passow og Trissow.

### Trafik
En landevej fører fra Loitz over Görmin og Dersekow til Hansestadt Greifswald. Motorvejen A 20 (Ostseeautobahn) går gennem den nordøstlige del af kommunen, og nærmeste tilkørsel er Bisdorf i retning mod Lübeck og Gützkow (i retning mod Berlin og polske Stettin). Nærmeste banegård er 15 km væk i Greifswald, hvorfra der er forbindelse til Stralsund og Berlin.

## Eksterne kilder og henvisninger
- Wikimedia Commons har flere filer relateret til Görmin
- Kommunens side Arkiveret 19. november 2017 hos  Wayback Machine på amtets websted
- Befolkningsstatistik mm Arkiveret 11. maj 2016 hos  Wayback Machine